# KG カラテガール
『KG カラテガール』（ケージー カラテガール、英題: Karate Girl）は、2011年2月5日に公開された日本映画である。監督、木村好克。上映時間91分、VISTAサイズ。

## 解説
主演武田梨奈の、前作初主演映画『ハイキック・ガール!』監督の西冬彦が、脚本・アクション監督を務める。前作同様、ワイヤー、スタント、CGを使用しない、実践志向の空手アクション映画である。

## 登場人物
紅彩夏（くれないあやか）：武田梨奈（幼少期：井東紗椰）
高校生当時は池上彩夏として生活。
紅菜月（くれないなつき）：飛松陽菜（幼少期：安井南）
彩夏の妹。幼少時の記憶をなくしてからは、サクラと呼ばれる。
紅達也（くれないたつや）：中達也
彩夏・菜月姉妹の父。伝説の空手家 紅宗次郎の子孫。
キース：リチャード・ウィリアム・ヘセルトン（Richard Heselton）
武藤竜士：横山一敏
悪の地下組織の幹部。
池上美樹：入山法子
彩夏の姉的存在。
大橋怜子：滝沢沙織
田川周：堀部圭亮
悪の地下組織の首領。連れ去った幼い菜月を殺人空手マシンとして育てる。
オープニングナレーション：山寺宏一

## 製作・エピソード
2011年5月、イギリス、ロンドンで開催のテラコッタ映画祭に招待され、紹介される。

### スタッフ
- 企画 : 日達長夫
- 製作 : 福原英行、倉内均、與田尚志、
　　　　東映ビデオ、アマゾンラテルナ
- エグゼクティブ・プロデューサー : 加藤和夫、紀伊宗之
- プロデューサー : 西冬彦、嶋津毅彦、小川勝広、若林雄介
- 脚本・アクション監督 : 西冬彦
- 撮影 : 相馬大輔（J.S.C）
- 音楽 : 安川午朗
- 美術・装飾 : 龍田哲児
- 録音 : 久連石由文
- 照明 : 三善章誉
- 編集 : 村上雅樹
- キャスティング：山口正志
- ポストプロダクションプロデューサー : 篠田学
- 制作プロダクション : アマゾンラテルナ、ダブ
- 配給 : CJ Entertainment Japan、ティ・ジョイ
- 監督 : 木村好克

### 音楽
- 主題歌「Ready☆Steady☆Go」（歌:武田梨奈）

## DVDリリース
- KG KARATE GIRL（2011年6月21日、東映）
- KG KARATE GIRL 豪華版（2011年6月21日、東映）